# Mistrzostwa Włoch w Skokach Narciarskich Kobiet 2004
Mistrzostwa Włoch w Skokach Narciarskich Kobiet 2004 – zawody, które wyłoniły najlepsze skoczkinie narciarskie we Włoszech w roku 2004. Rozegrano dwa konkursy indywidualne – jeden dla seniorek, a drugi dla juniorek. Zawody przeprowadzono 31 stycznia 2004 roku w Gallio na skoczniach wchodzących w skład kompleksu Pakstall.
Konkurs seniorek rozegrano na skoczni K–62,5. Złoty medal zdobyła Elena Runggaldier, która w obu seriach oddała najdłuższe skoki – odpowiednio 55 i 57,5 metra. Drugie miejsce zajęła mistrzyni Włoch z 2003 roku – Lisa Demetz, która oddała skoki na odległość 53 i 56,5 metrów. Brązowy medal zdobyła Valentine Prucker (52 i 53,5 m). Wszystkie trzy medalistki reprezentowały ten sam klub sportowy.
W konkursie juniorek startowały zawodniczki, które nie ukończyły 14 lat. Odbył się on na skoczni K–31. Mistrzynią Włoch juniorek została Elena Runggaldier (32,5 i 31,5 m). Drugą pozycję zajęła Jenny Perathoner (31,5 i 31,5 m), a trzecia była Roberta D'Agostina (30 i 30,5 m).
Ponadto, oprócz zawodów kobiet, na skoczni K–31 rozegrano też mistrzostwa Włoch juniorów w kategorii wiekowej od 11 do 12 lat. Złoty medal w tej rywalizacji zdobył Michael Lunardi, drugi był Mattia Runggaldier, a trzeci Samuel Costa.

## Medalistki

### Seniorki
| Skocznia | Złoto             | Srebro      | Brąz              |
| -------- | ----------------- | ----------- | ----------------- |
| K–62,5   | Elena Runggaldier | Lisa Demetz | Valentine Prucker |

### Juniorki
| Skocznia | Złoto             | Srebro           | Brąz               |
| -------- | ----------------- | ---------------- | ------------------ |
| K–31     | Elena Runggaldier | Jenny Perathoner | Roberta D'Agostina |